# Jellisonia amadoi
Jellisonia amadoi är en loppart som beskrevs av Ponce-ulloa 1989. Jellisonia amadoi ingår i släktet Jellisonia och familjen fågelloppor. Inga underarter finns listade i Catalogue of Life.